# Льюистаун (Пенсильвания)
Льюистаун (англ. Lewistown) — боро и центр округа Мифлин, штат Пенсильвания на реке Джуниата (англ. Juniata River) в ста километрах на северо-запад от города Гаррисберг.
Согласно Бюро переписи населения США, Льюистаун имеет общую площадь 5,2 км².

## История
Льюистаун был инкорпорирован в 1795 году и был назван в честь Уильяма Льюиса, квакера и члена законодательного собрания. Льюистаун был одним из самых оживленных центров грузовых и пассажирских перевозок, но с распадом системы каналов потерял своё основное значение . 16 апреля 1861 года, во время гражданской войны, Льюистаун направил ополчение для защиты Вашингтона. В честь ополченцев на главной площади был установлен памятник.
В Льюистауне расположена единственная в штате Академия пожарников (англ. Pennsylvania State Fire School).

## Демография
По данным переписи населения 2010 года в Льюистауне проживало 8338 человек, 2030 семей. Средняя плотность населения составляла около 1598,0 человек на один квадратный километр. Расовый состав Льюистауна по данным переписи распределился следующим образом: 95,2 % белых, 1,5 % — чёрных или афроамериканцев, 0,3 % — коренных американцев, 0,3 % — азиатов, 1,8 % — представителей смешанных рас, 0,9 % — других народностей. Испаноговорящие составили 3,1 % от всех жителей Льюистауна.
Из 2030 семей в 27,7 % — воспитывали детей в возрасте до 18 лет, 34,8 % представляли собой совместно проживающие супружеские пары, в 14,6 % семей женщины проживали без мужей, 45,8 % не имели семей. 39,3 % от общего числа семей на момент переписи жили самостоятельно, при этом 17,3 % составили одинокие пожилые люди в возрасте 65 лет и старше. Средний размер домашнего хозяйства составил 2,21 человек, а средний размер семьи — 2,93 человек.
Население Льюистауна по возрастному диапазону по данным переписи 2000 года распределилось следующим образом: 23,3 % — жители младше 18 лет, 8,6 % — между 18 и 24 годами, 25,3 % — от 25 до 44 лет, 26,6 % — от 45 до 64 лет и 16,2 % — в возрасте 65 лет и старше. Средний возраст жителей составил 40 лет. На каждые 100 женщин в Льюистауне приходилось 89,5 мужчин, при этом на каждые сто женщин 18 лет и старше приходилось 85,3 мужчин также старше 18 лет.
Средний доход на одно домашнее хозяйство в Льюистауне составил 26 584 долларов США, а средний доход на одну семью — 38 356 долларов. Доход на душу населения в Льюистауне составил 16 447 доллара в год. 22,8 % от всего числа семей в Льюистауне и 27,4 % от всей численности населения находилось на момент переписи населения за чертой бедности, при этом 47,0 % из них были моложе 18 лет и 13,6 % — в возрасте 65 лет и старше.

## Фотогалерея

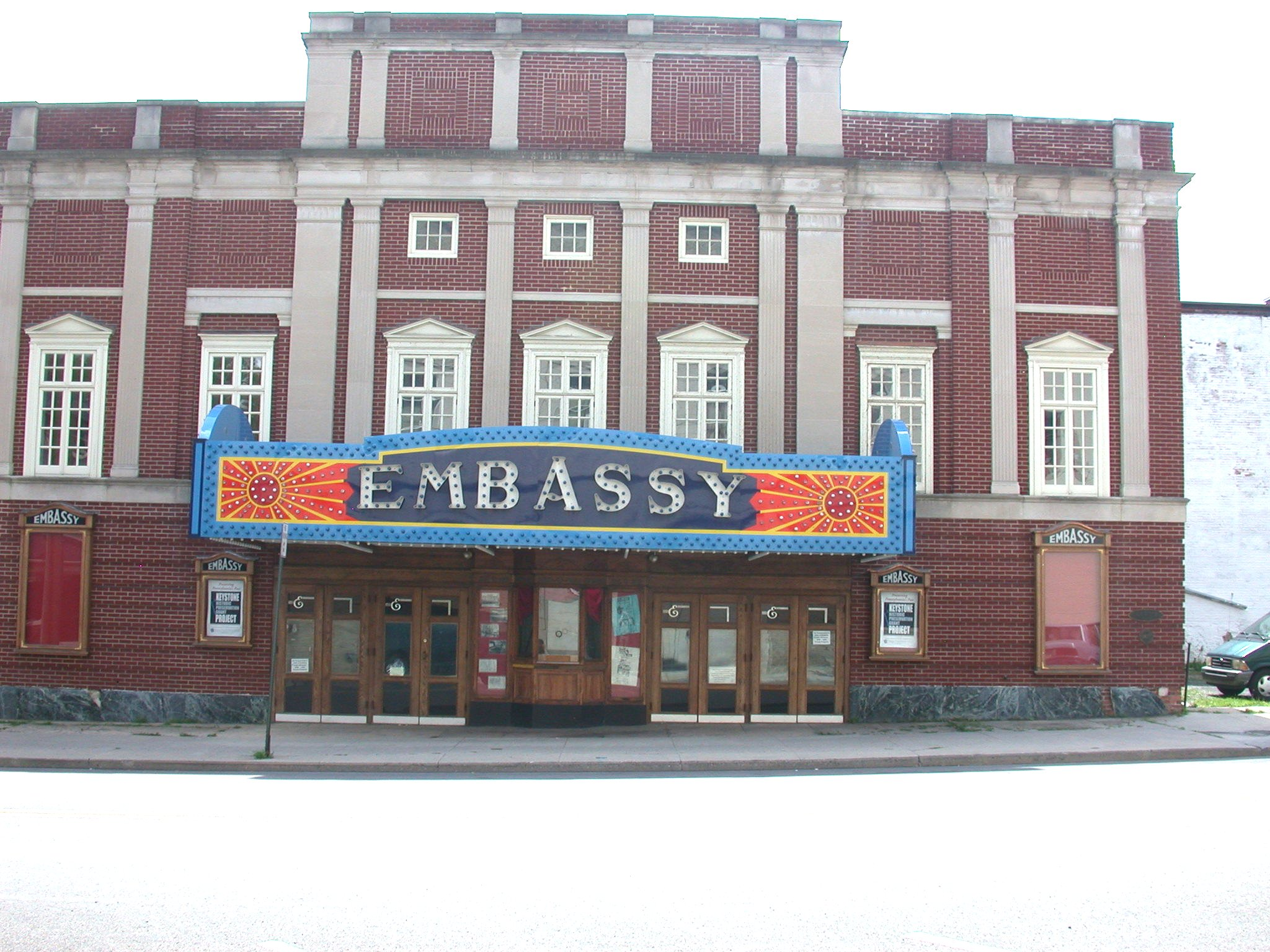
Кинотеатр Embassy
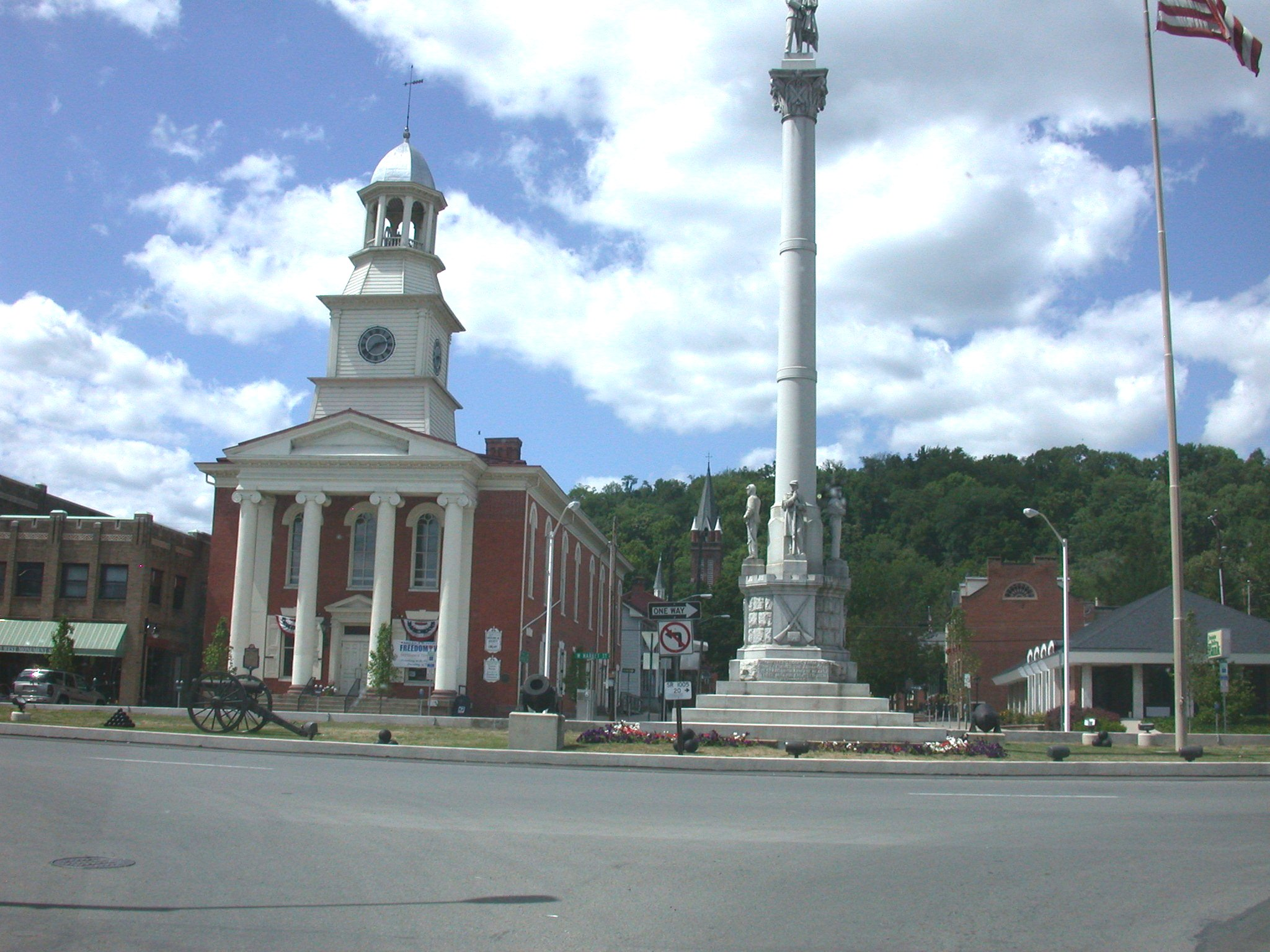
Здание администрации и военный мемориал
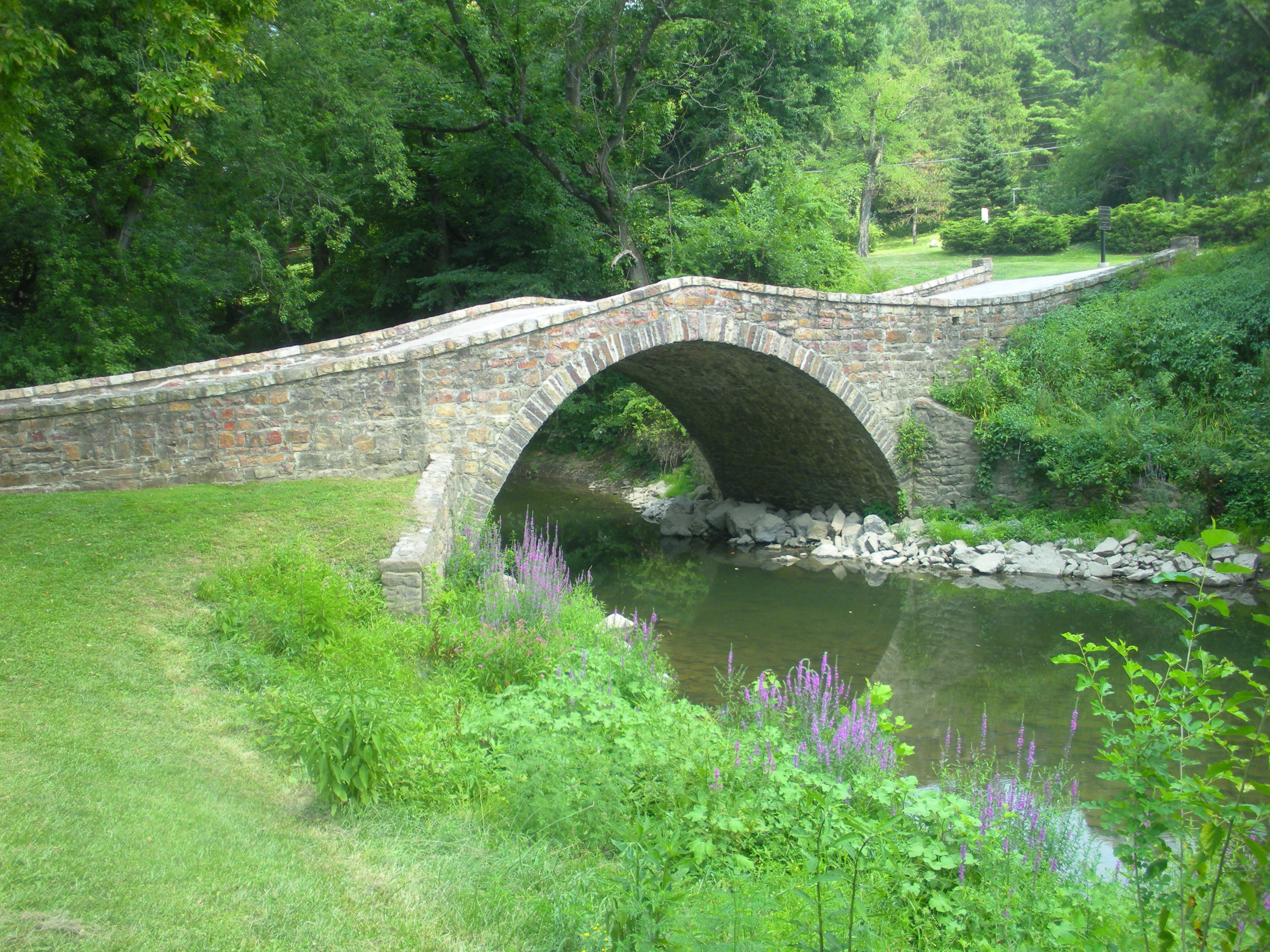
Мост